# Musée archéologique de La Canée
Le musée archéologique de La Canée est un musée archéologique situé  à La Canée, sur l'île de Crète, en Grèce. Ouvert en 1962 dans l'ancien monastère de Saint-François, il est hébergé depuis 2022 dans un bâtiment moderne, et présente une collection variée, de différentes époques, cycladique et minoenne, grecque, hellénistique et romaine.

## Ancien édifice
La date exacte de l'édification des bâtiments du monastère de Saint-François est inconnue, bien qu'ils soient mentionnés à l'époque du séisme de 1595 comme étant l'ensemble le plus imposant de la cité. Ils comportent notamment une église vénitienne tenue par des moines franciscains.
Après la conquête de l'île par les forces ottomanes durant la guerre de Candie (1645-1669), l'église est transformée en mosquée et nommée d'après le conquérant ottoman de la ville Silahdar Youssouf Pacha. Au tournant du XXe siècle l'édifice devient un cinéma l'Idaion Andron, et après la Seconde Guerre mondiale, un entrepôt militaire jusqu'en 1962 où il est transformé en musée. La collection était alors éparpillée dans plusieurs bâtiments, dans la Résidence, au lycée de garçons et dans la mosquée Hassan-Pacha.

## Nouveau bâtiment
En mai 2008, le journal Crete Gazette annonce la création d'un nouveau musée construit au camp Chatzidakis dans le quartier historique de Chalépa, face à la mer. Le nouvel édifice est signé par Theofánis Bobótis, architecte du musée archéologique de Patras. Ouvert en avril 2022, il occupe une superficie de 6 500 mètres carrés, dont 1 800 consacrés aux salles d'exposition.

## Collections

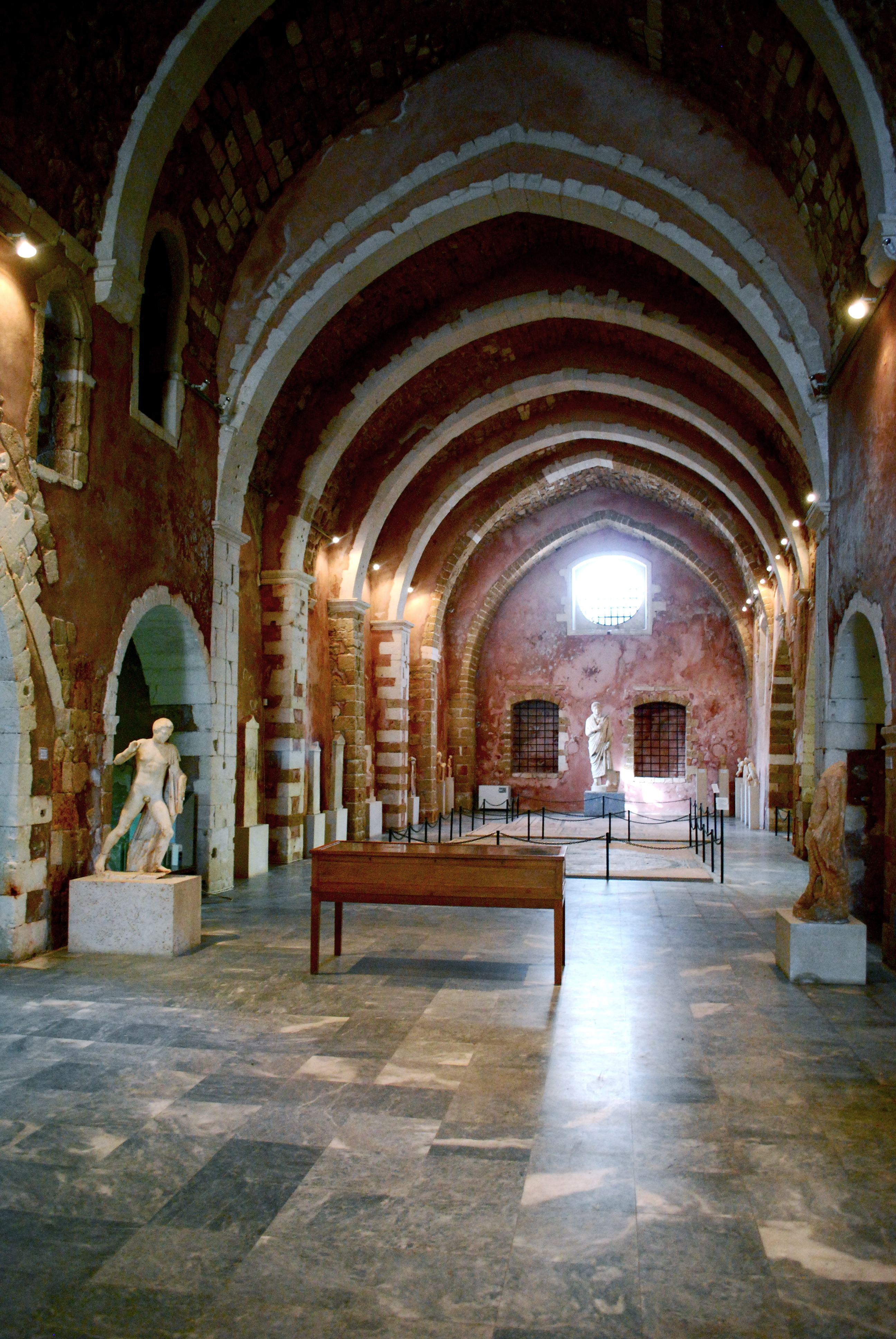
Intérieur du musée

Le musée contient une collection substantielle d'artefacts minoens et romains extraits de la ville de La Canée et de l'unité régionale environnante, comprenant des pièces des anciennes villes de Kydonia, Idramia, Aptera, Polyrinia, Kissamos, Elyros, Irtakina, Syia et Lissos, et également d'Axos et de Lappa dans l'unité régionale de Réthymnon.
Le musée expose une large collection de pièces de monnaie, bijoux, vases, sculptures, tablettes d'argile avec inscriptions, stèles et mosaïques.
Le musée possède une mosaïque romaine de sol, représentant Dionysos et Ariane. Il possède également un ancien navire de style cycladique d'Episkopi, Kissamos et un certain nombre de bustes, dont celui de l'empereur romain Hadrien, trouvé dans le sanctuaire de Dictynaion en 1913 et un sarcophage minoen tardif de la nécropole d'Arméni, daté de 1400–1200 av. J.-C. Il existe également une fiole sphérique, connue pour son type de céramique inhabituel, datée de la période Minoenne III tardive.

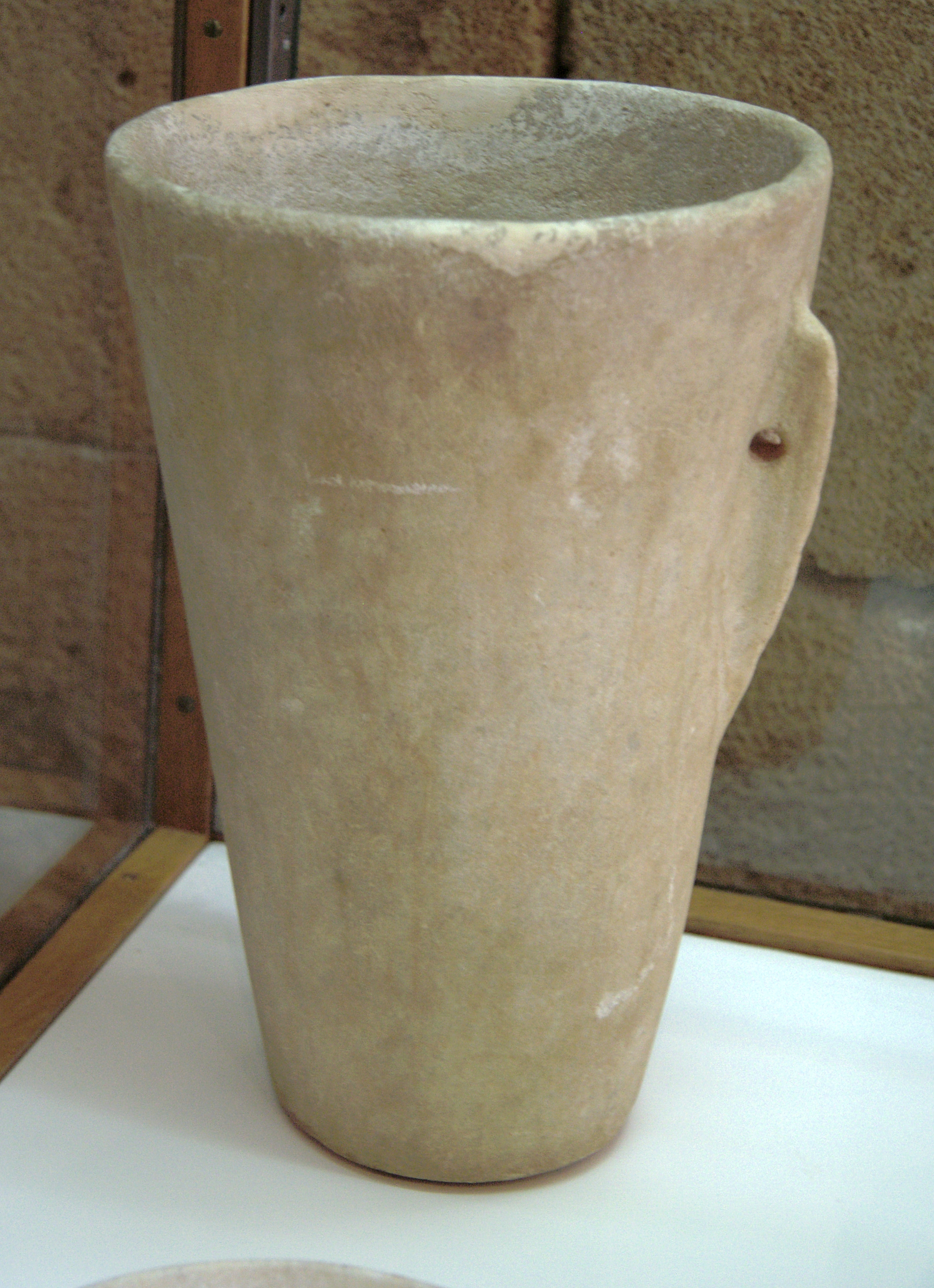
Tasse haute de type cycladique, marbre, -3200/-2500
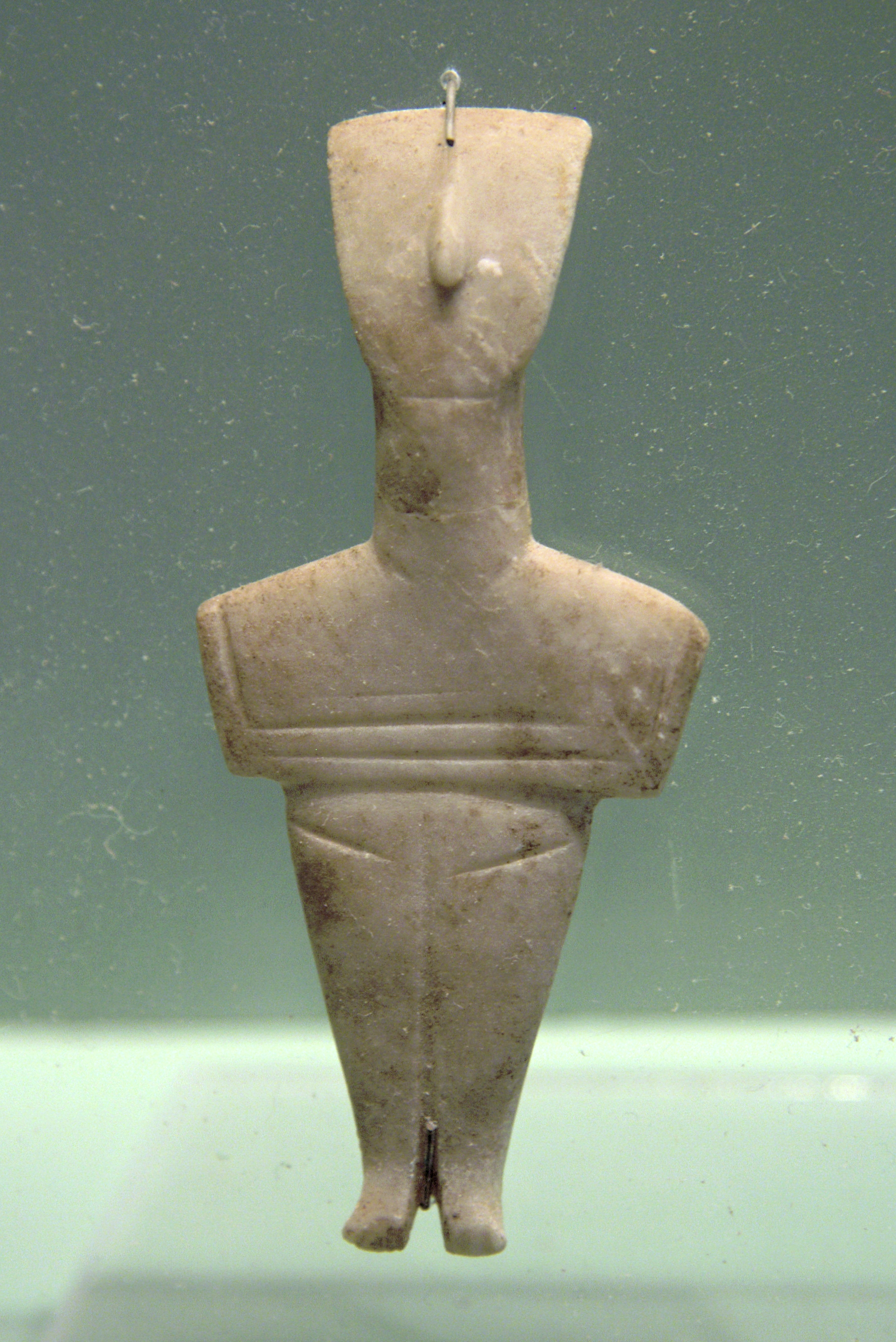
Figurine de type cycladique, variété Koumasa, -2800/-2200
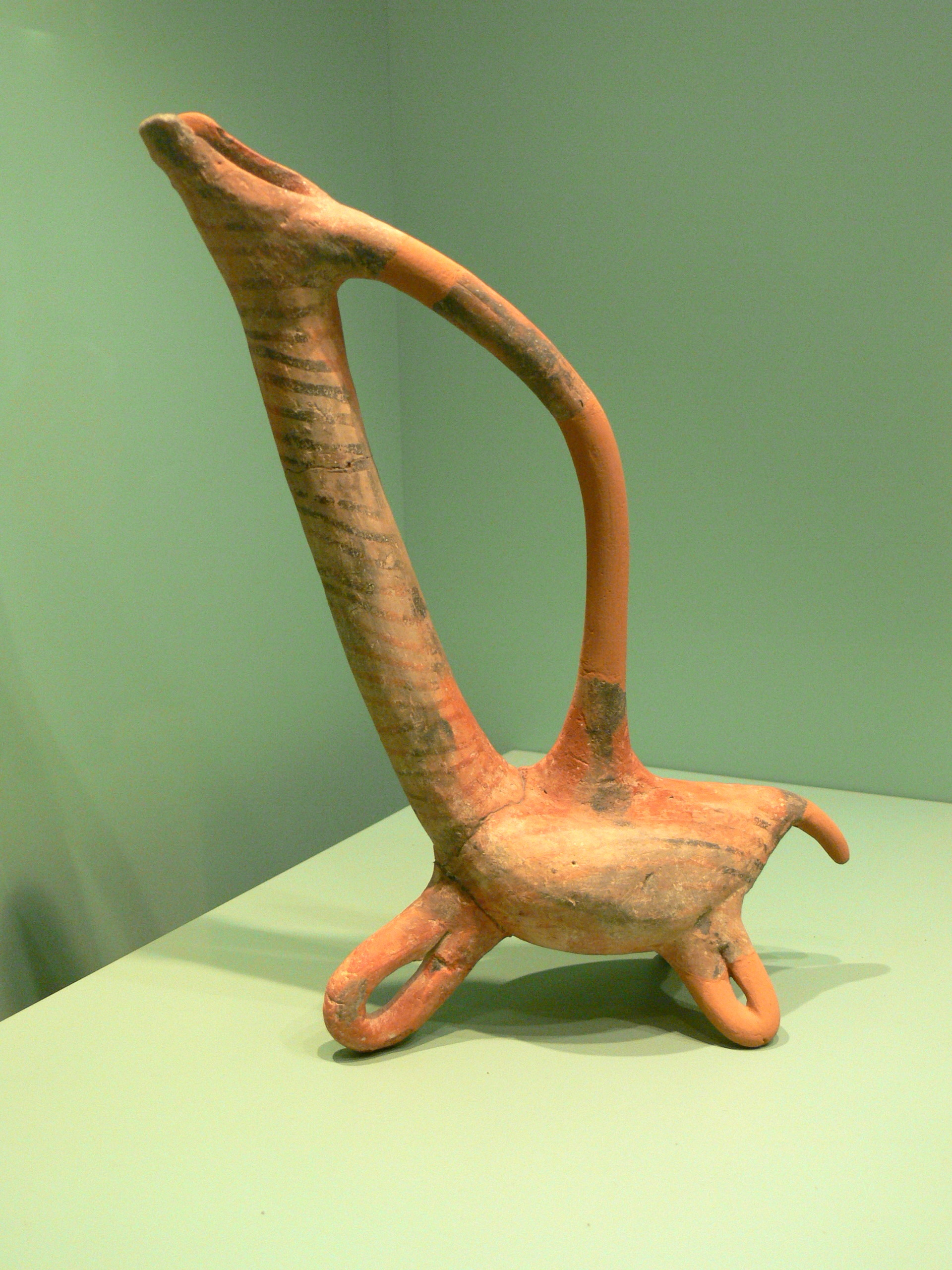
Vase en forme d'oiseau. Minoen ancien. Koumasa, -3000/-2300
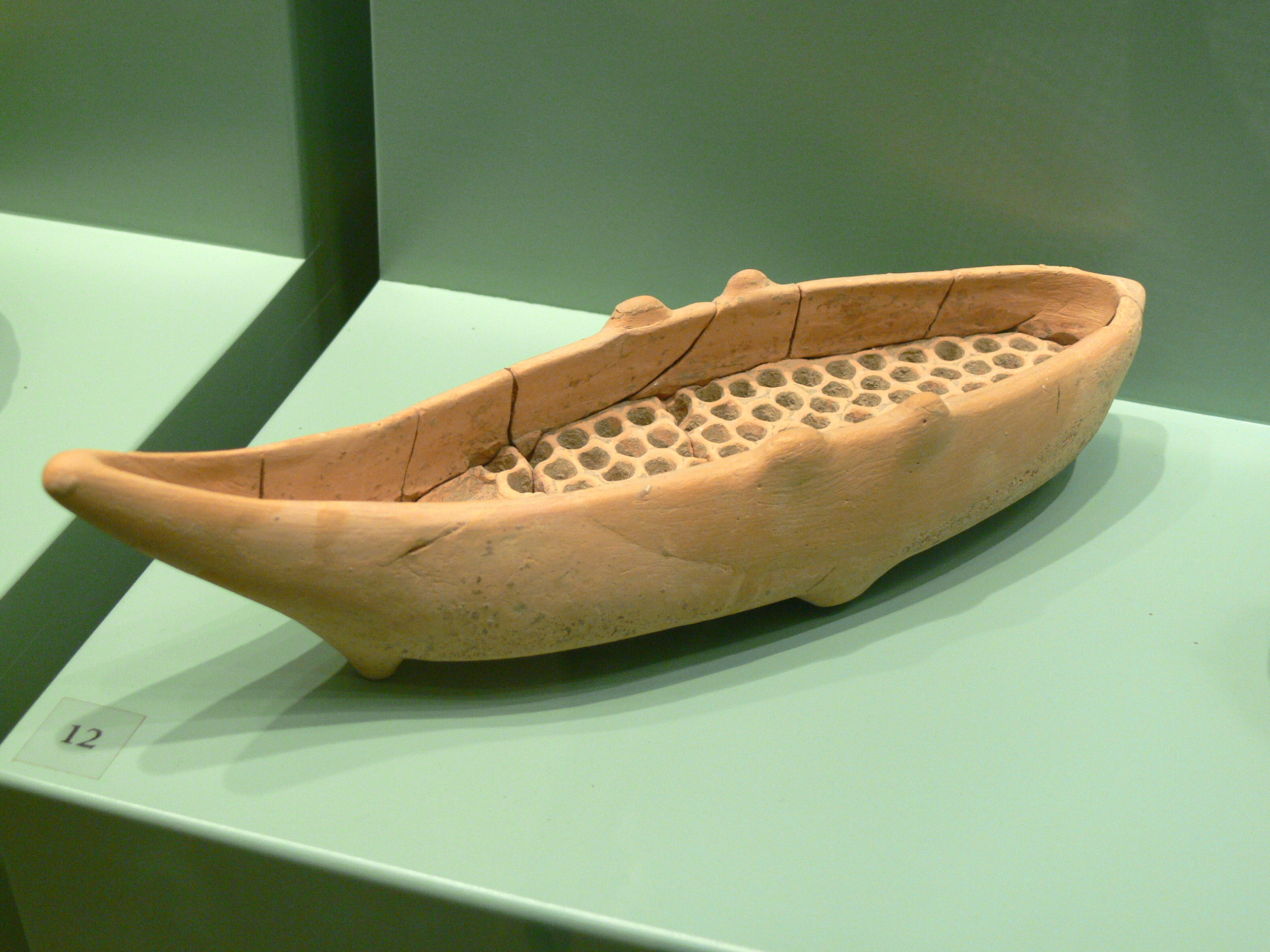
Modèle de navire minoen. Zone du monastère d'Odegetria à Asteroussia, -1900/-1700
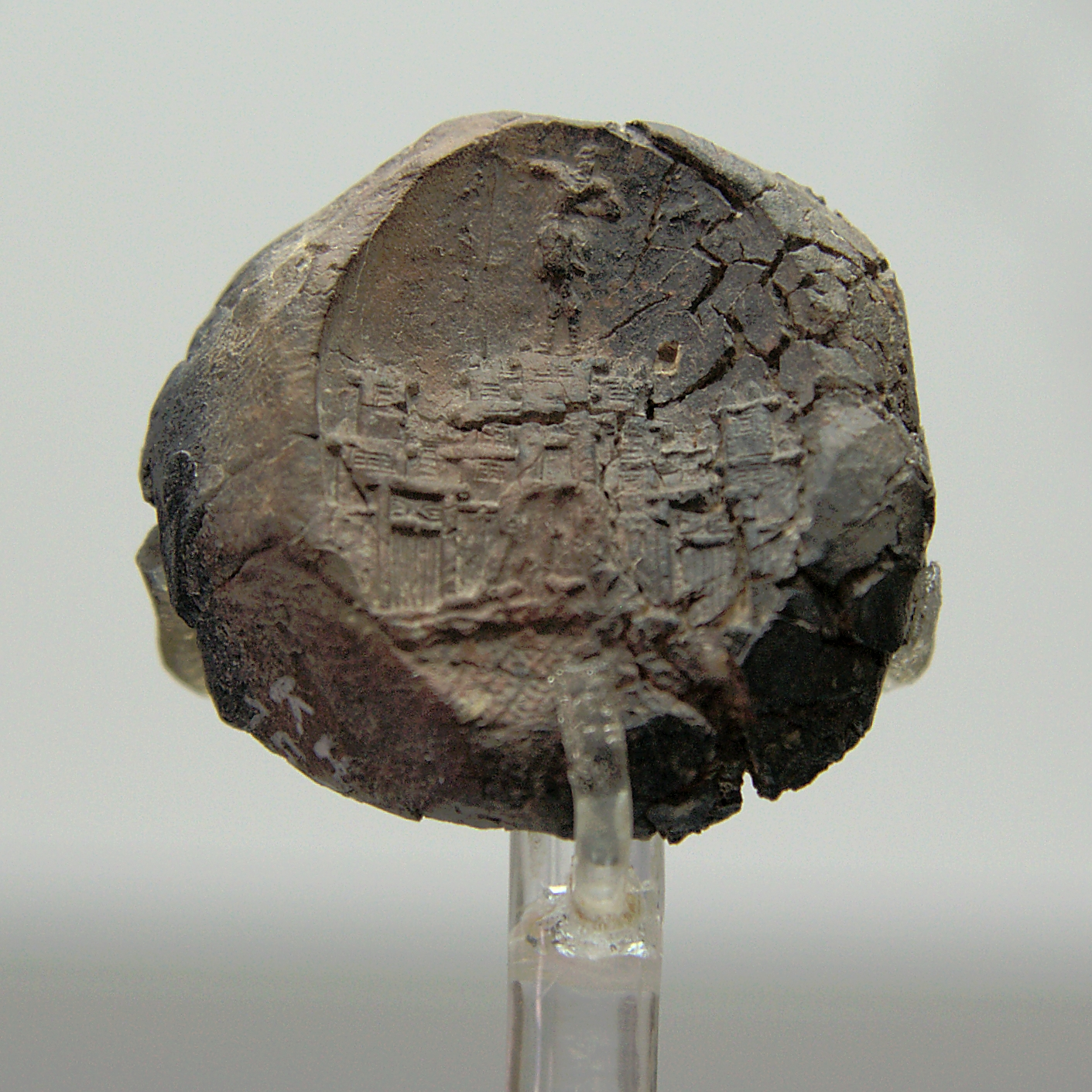
Empreinte d'un sceau minoen, Kastelli, -1450/-1400
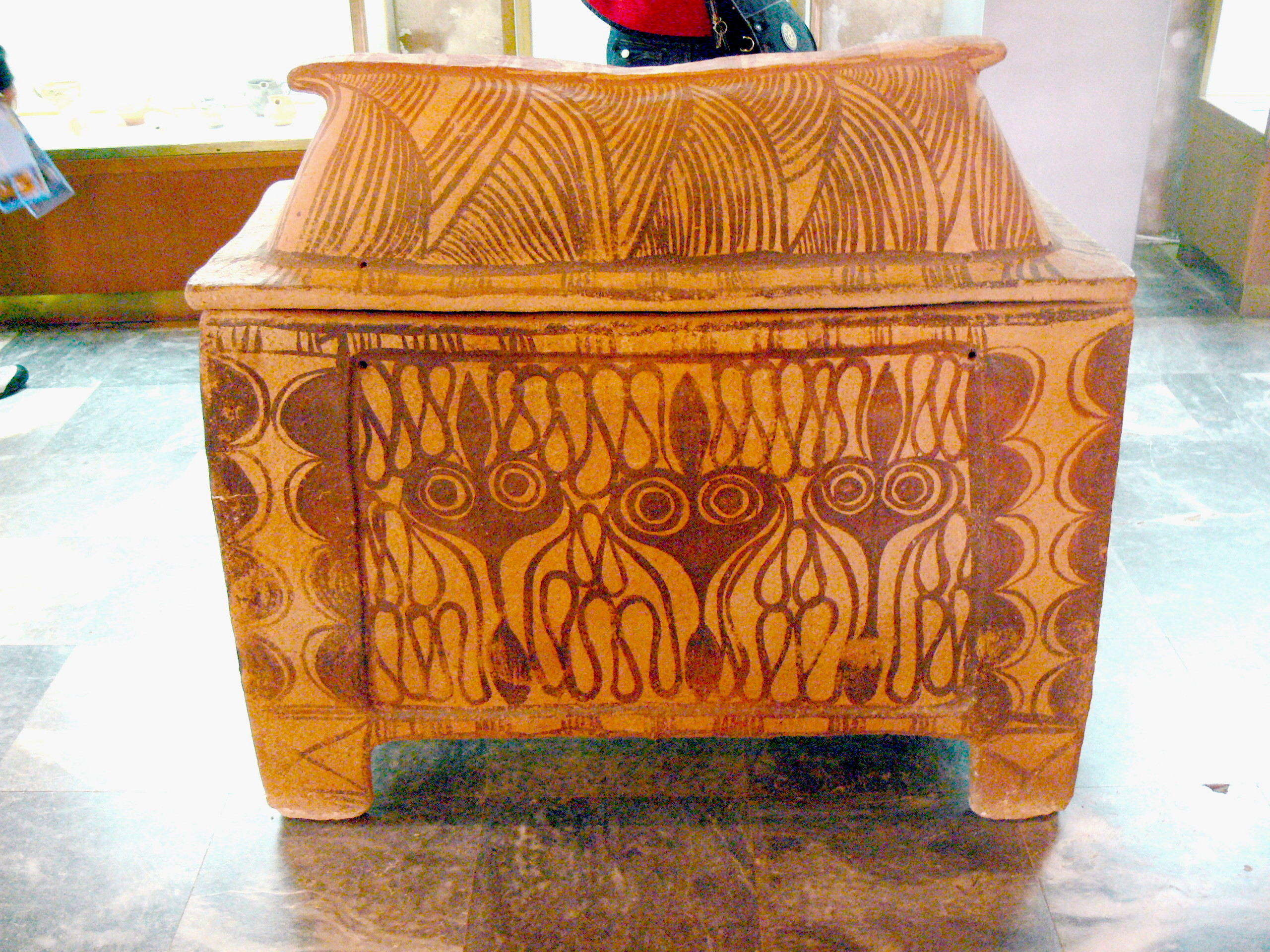
Sarcophage minoen, vers -1400 /-1200
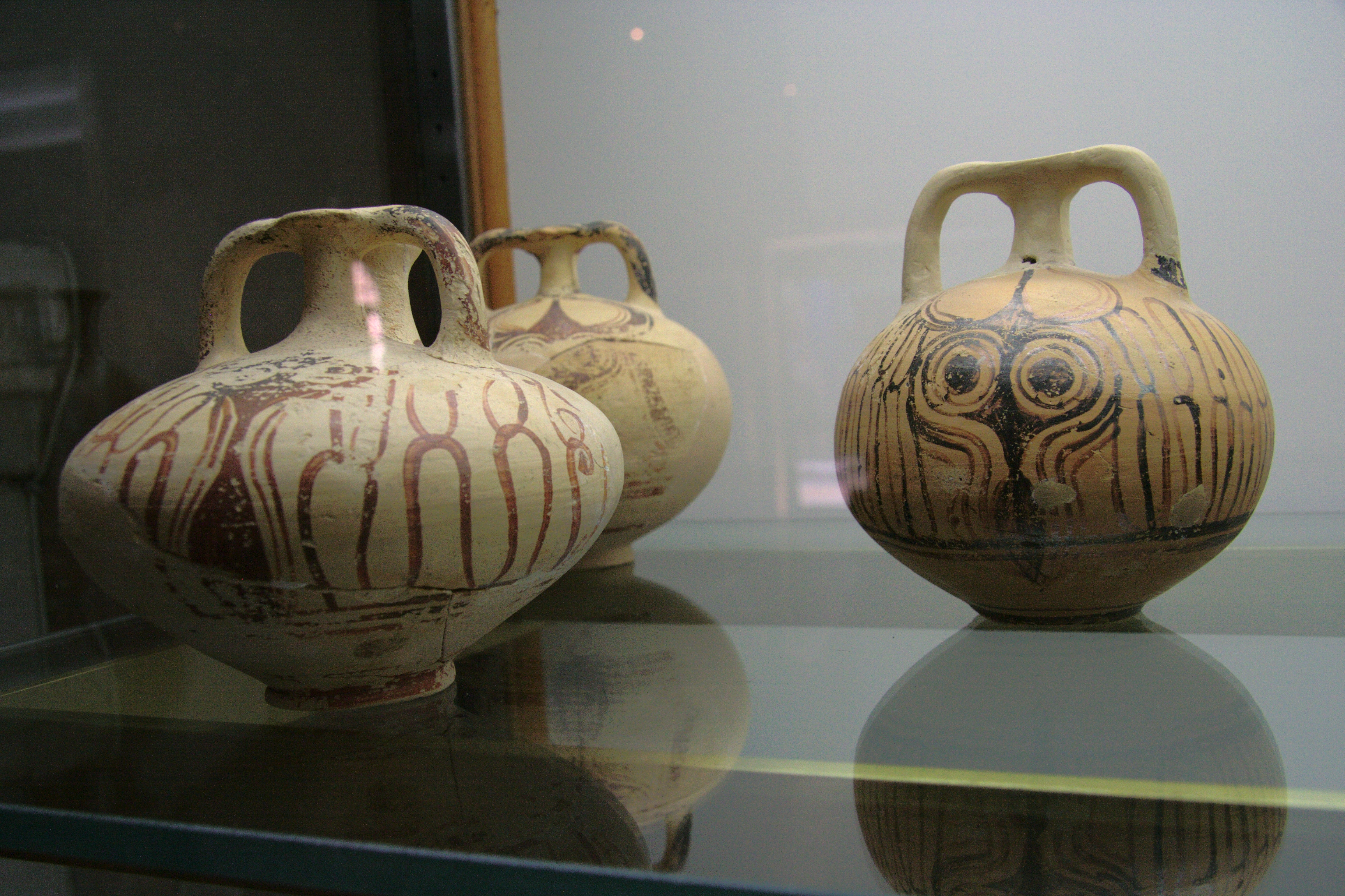
Poterie minoenne néopalatiale
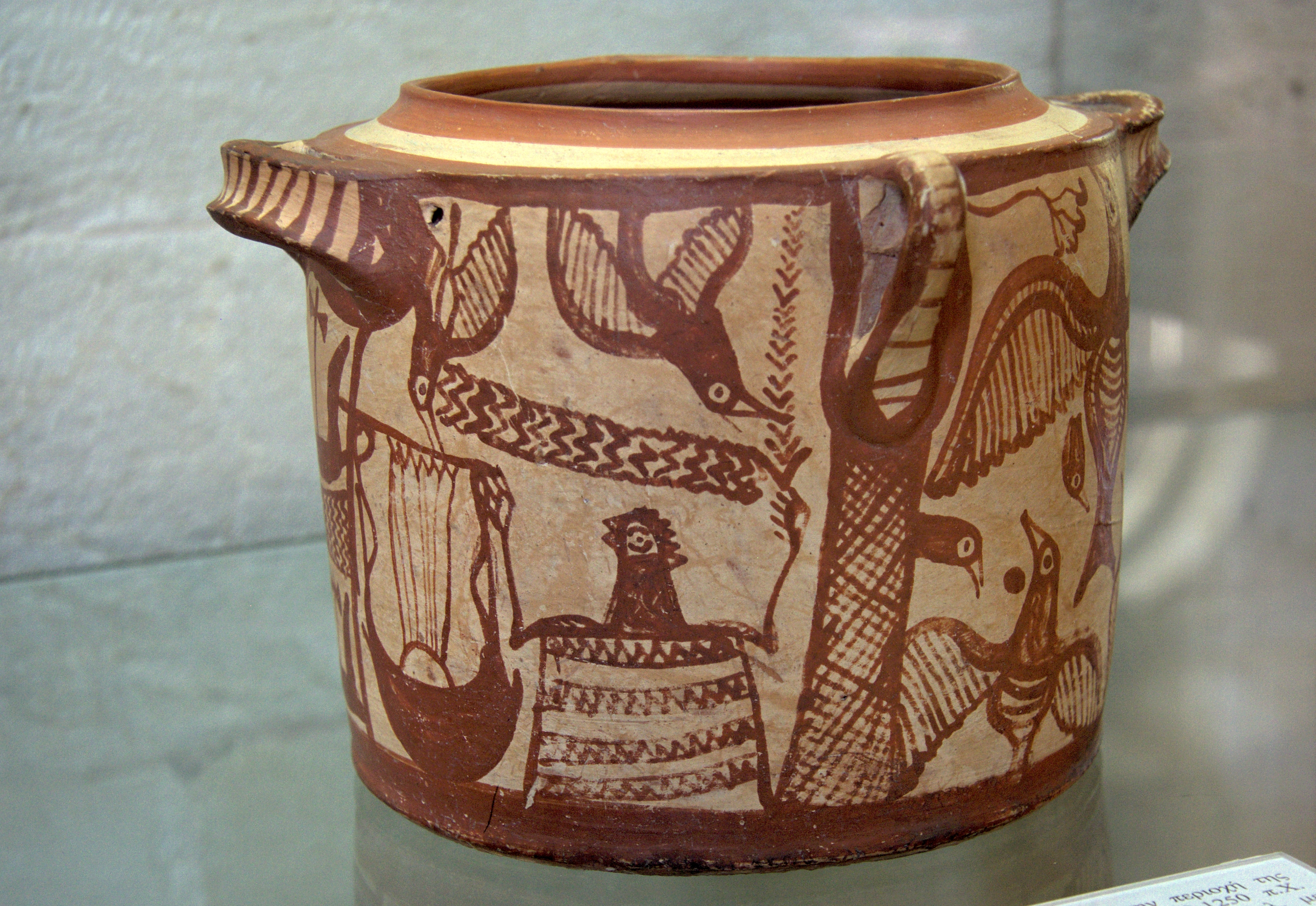
Pyxide en argile, scène de cérémonie funéraire minoenne, -1300/-1250
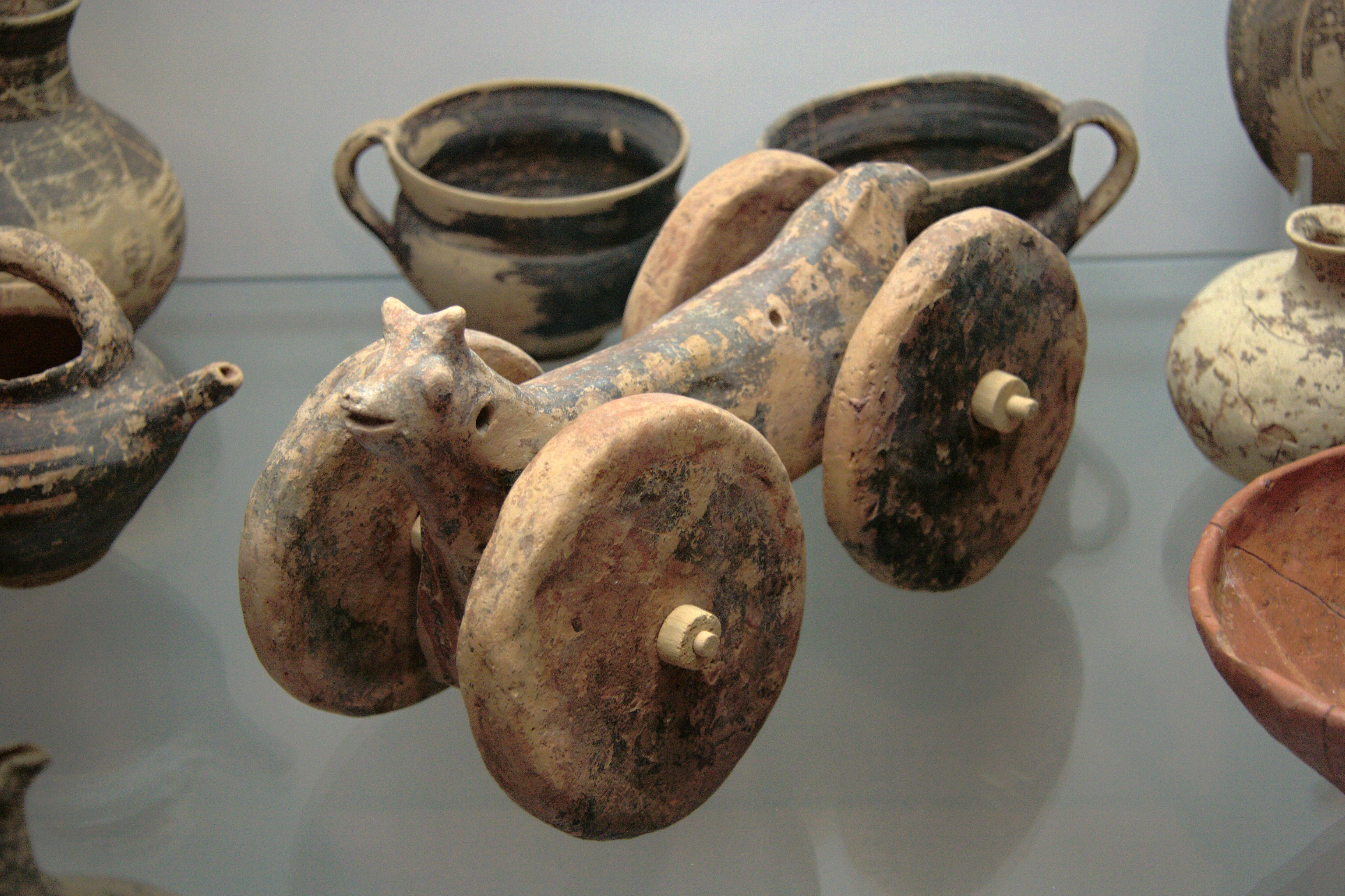
Jouet en argile en forme de bœuf à roulettes, -800/-700
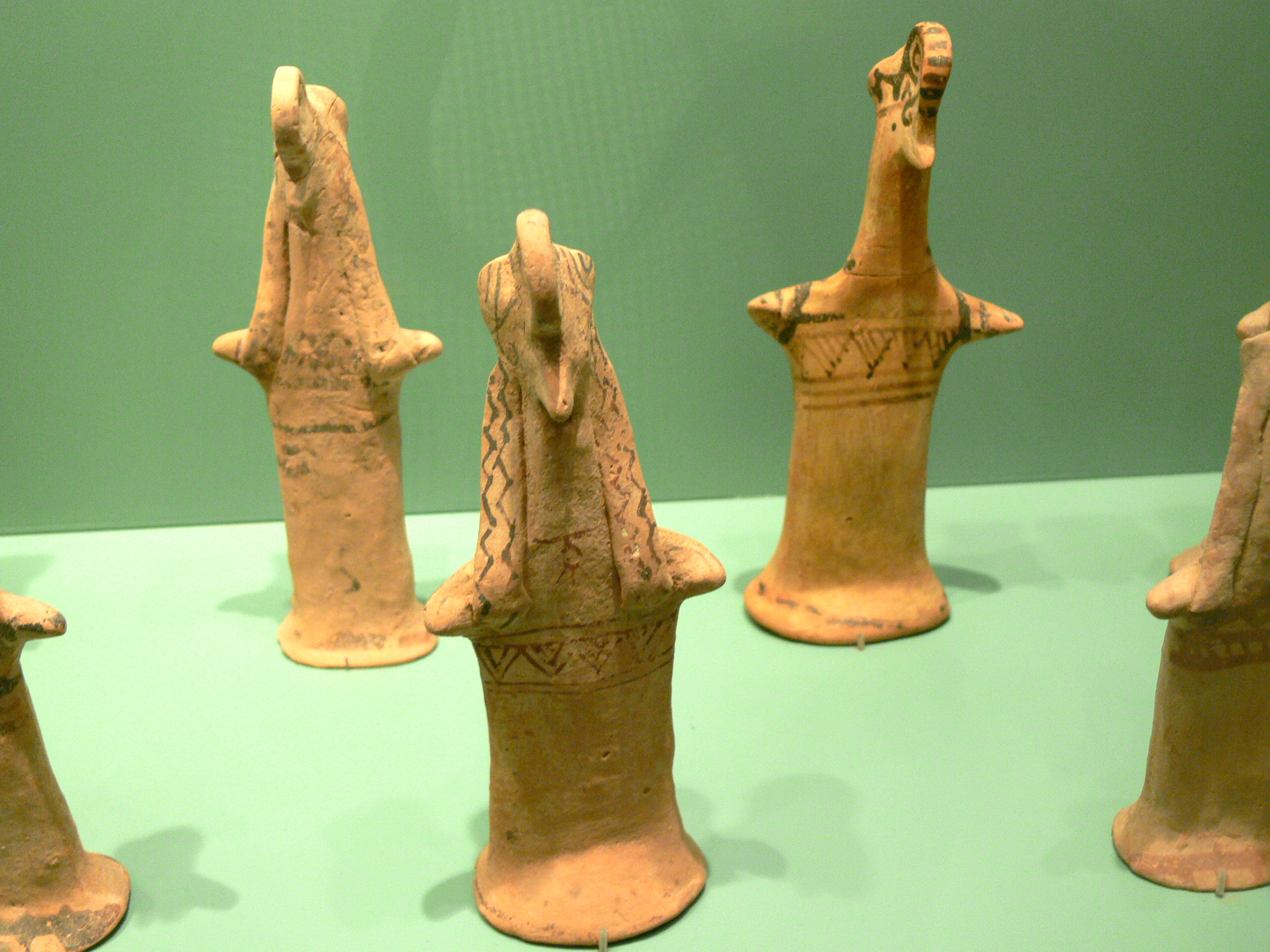
Figurines en argile de femmes à visages d'oiseaux. Atelier béotien, -600/-575
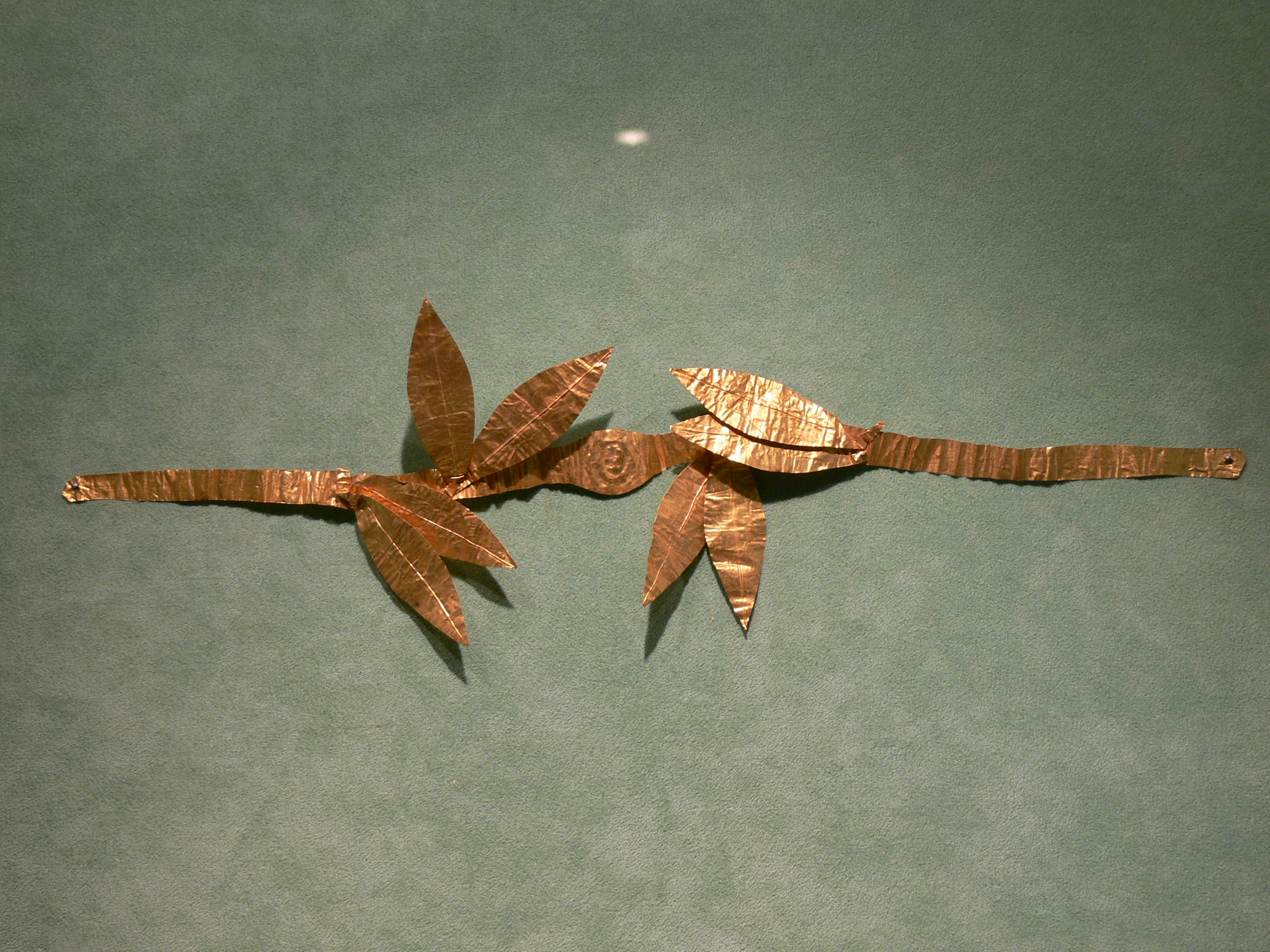
Diadème grec en or
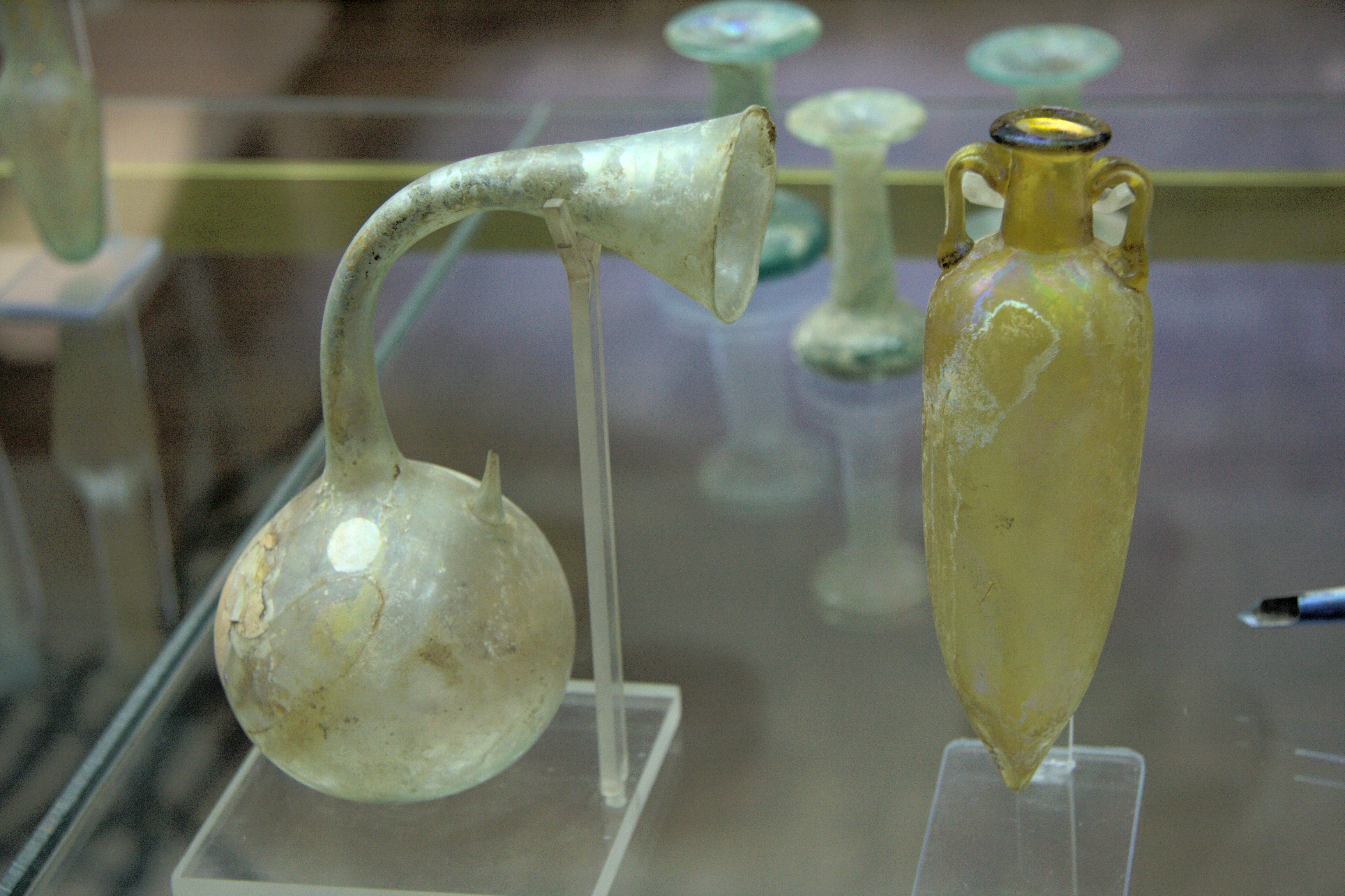
Verrerie hellénistique
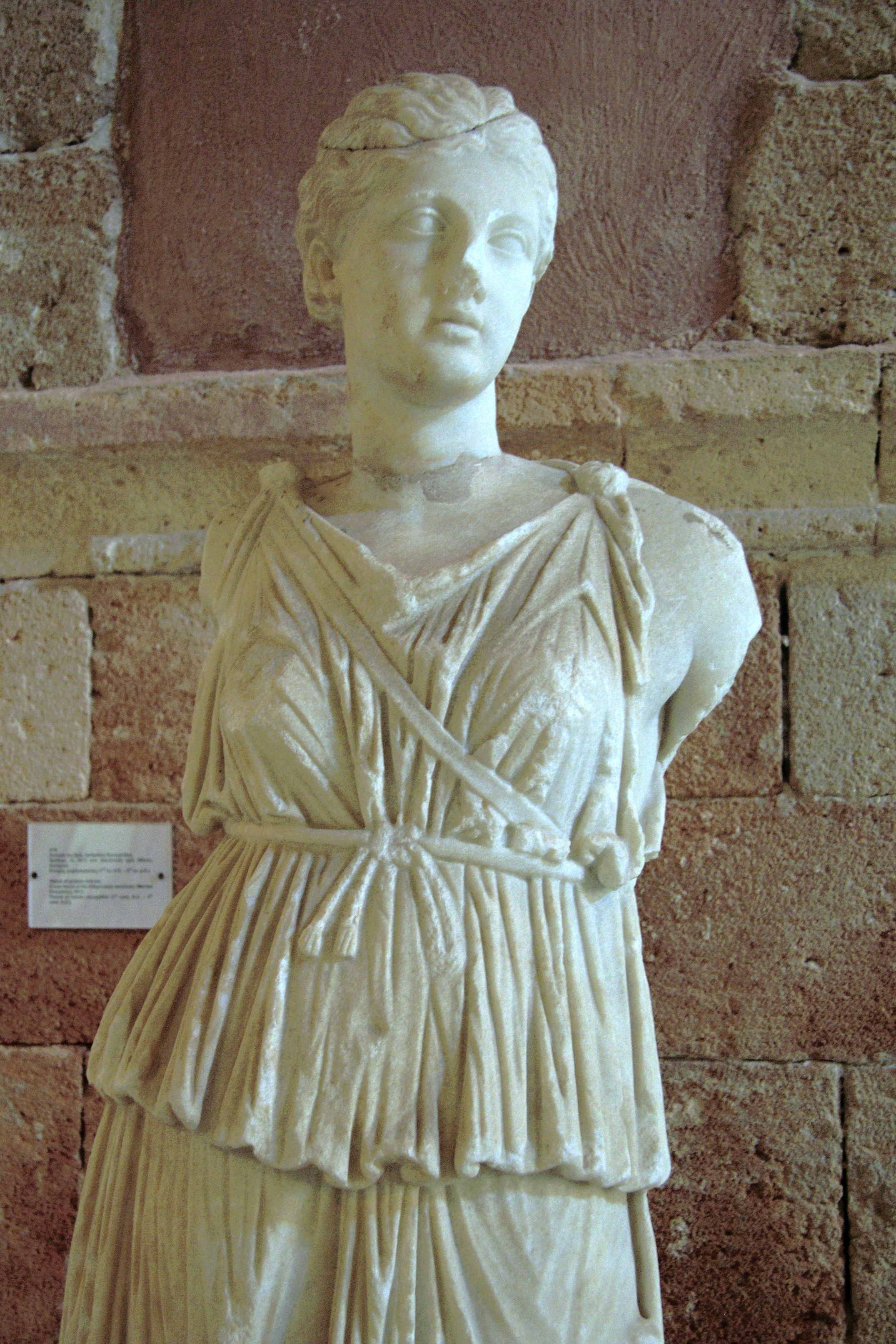
Statue romaine d'Artémis
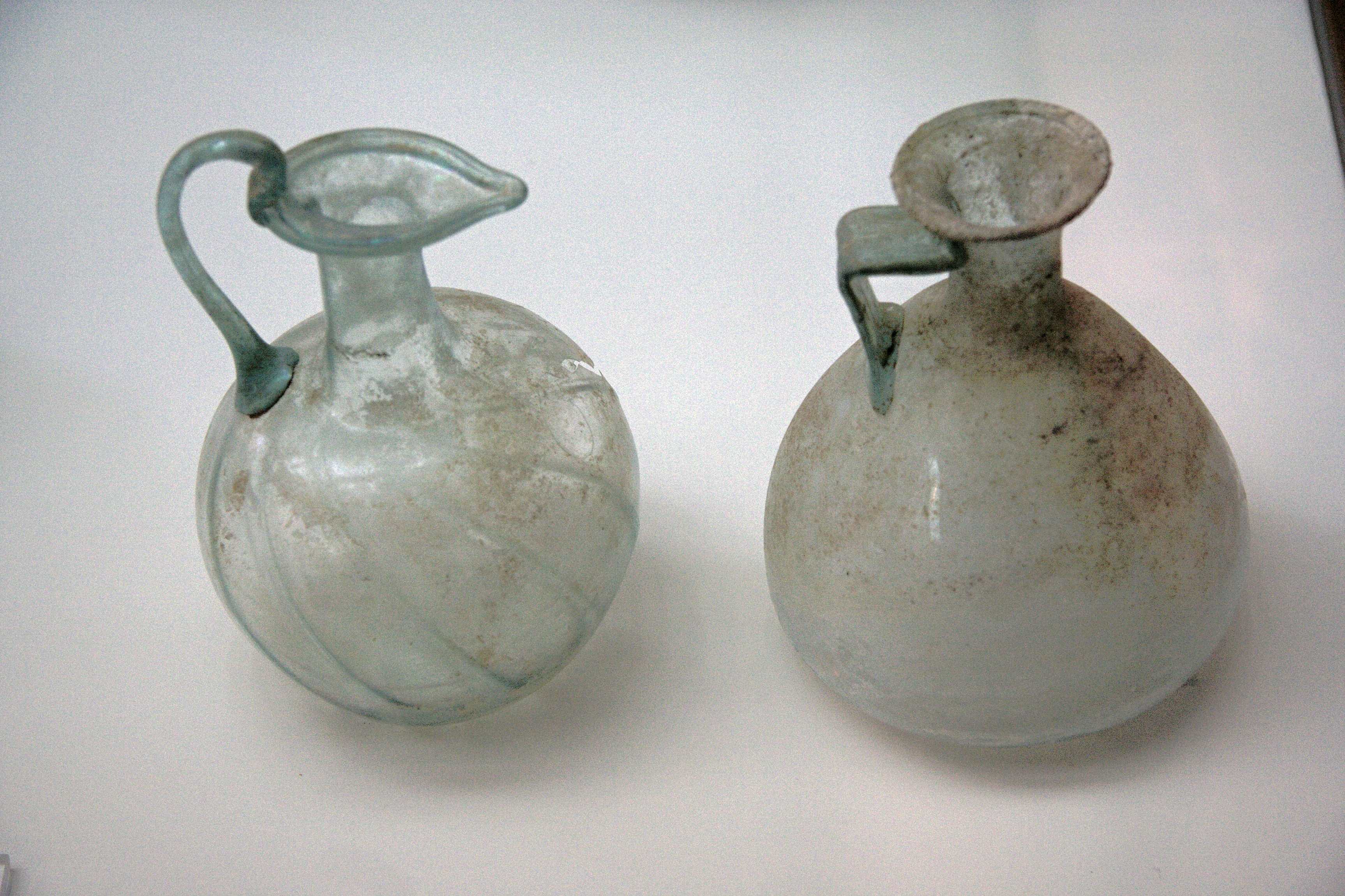
Verrerie romaine
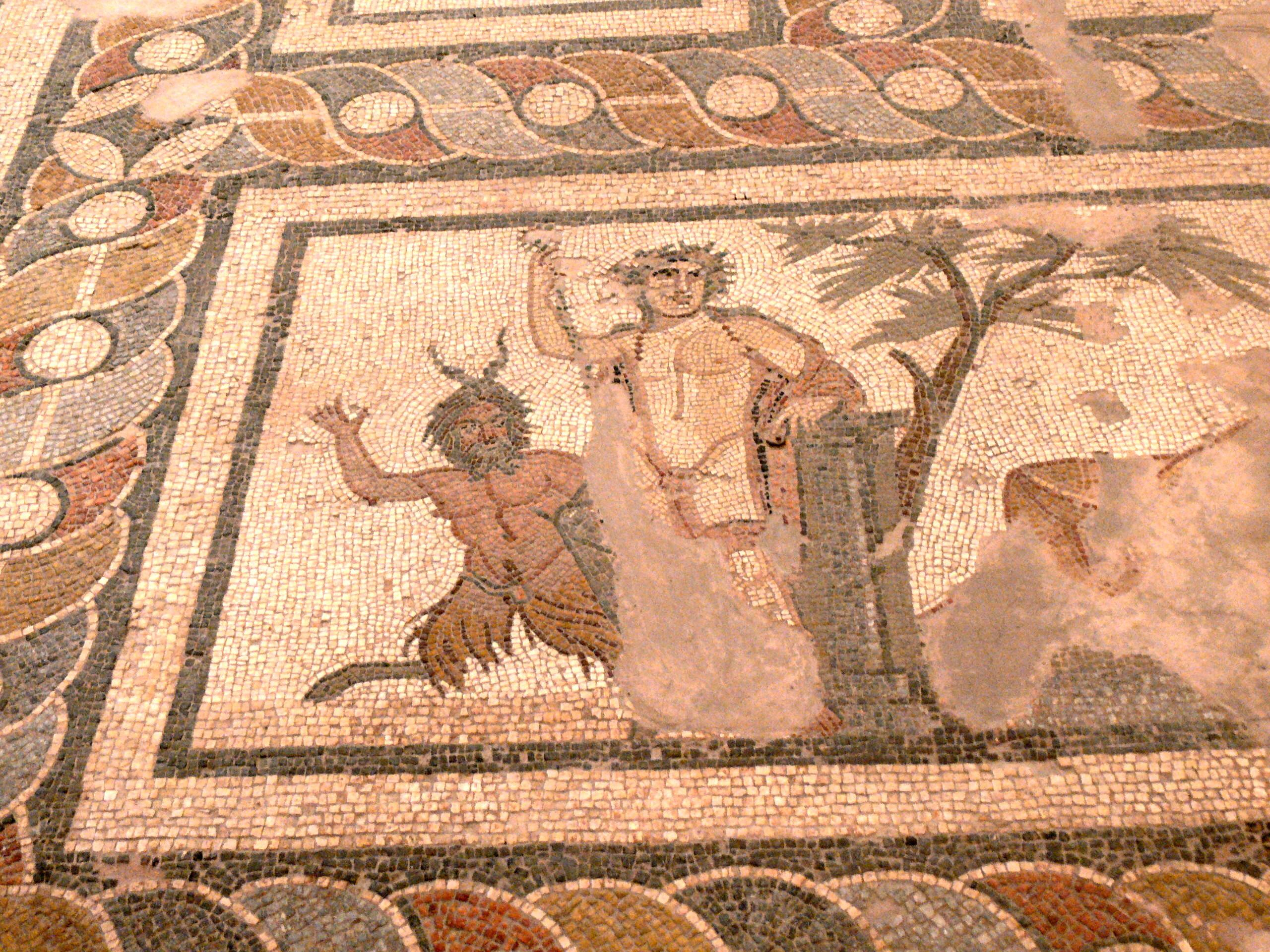
Mosaïque romaine, Dionysos et satyre.
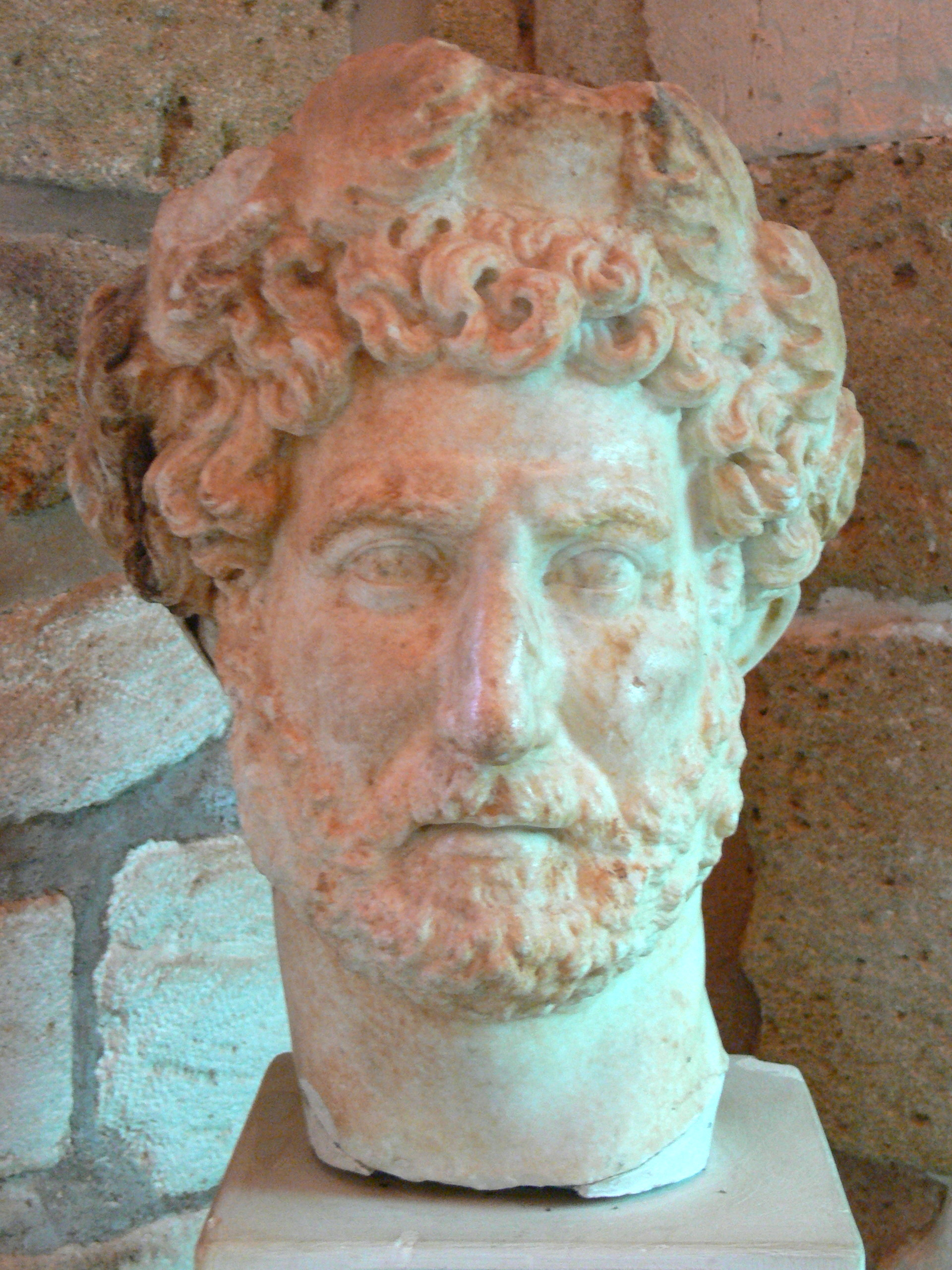
Buste de l'empereur Hadrien
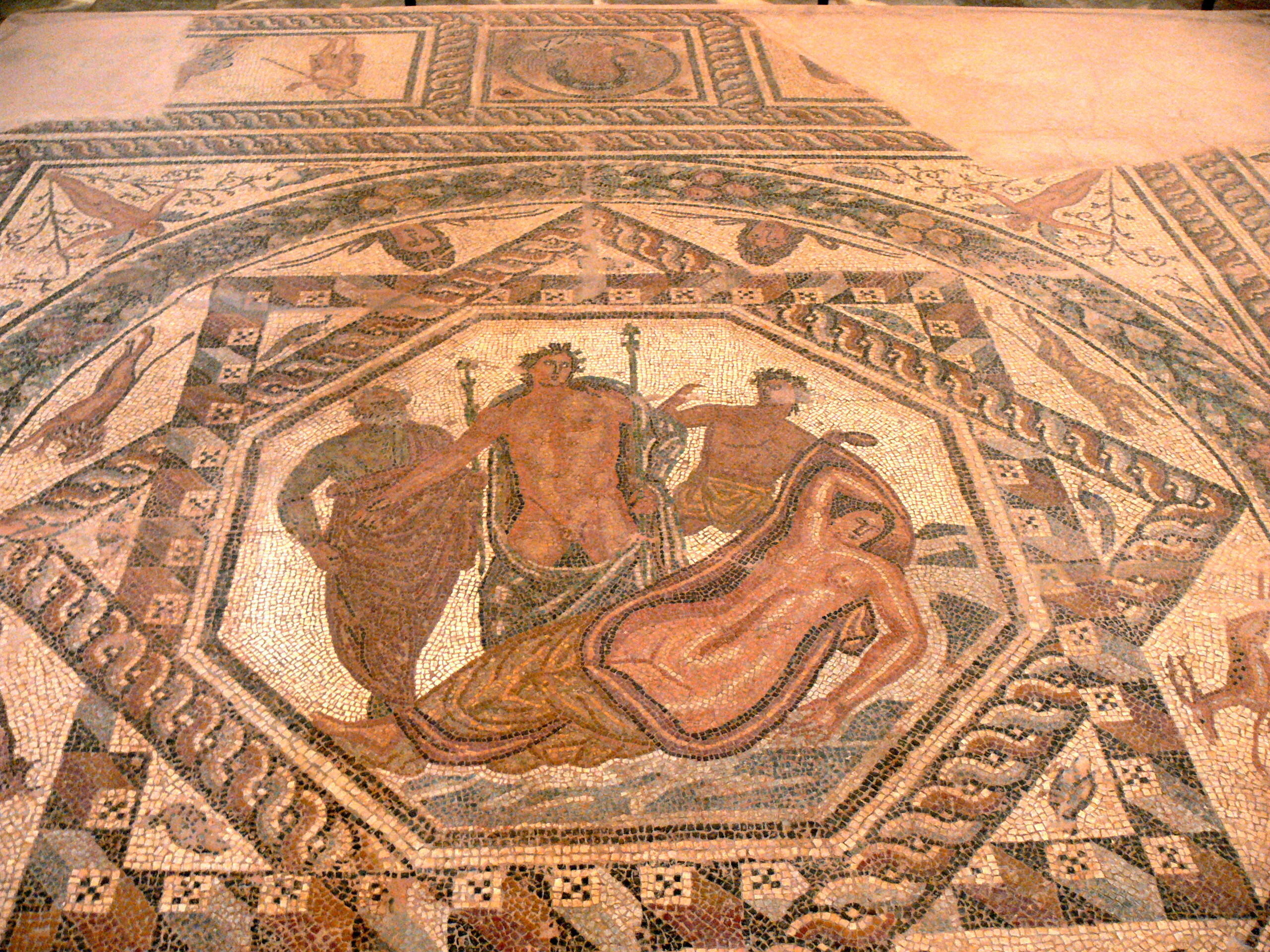
Mosaïque de Dionysos et Ariane